# Памятник Рудневу (Харьков)
Па́мятник Ру́дневу в Ха́рькове (укр. Пам'ятник Руднєву) — памятник в Харькове, посвящённый Николаю Александровичу Рудневу, большевику, участнику Гражданской войны в России.

## История
Памятник был установлен в декабре 1959 года. Авторы — скульптор Виктор Петрович Воловик и архитектор В. Д. Якименко. Памятник представлял собой бронзовую скульптуру революционера Николая Руднева на гранитном постаменте. Признан памятником истории местного значения.
Памятник снесён неизвестными в ночь на 11 апреля 2015 года после принятия на Украине закона о запрете коммунистической символики. На месте памятника был установлен крест с надписью «Боже, Украину храни».